# David Lau Magnussen
David Lau Magnussen (født 5. september 1981) er en dansk pianist.
David Lau Magnussen har studeret på Universität für Musik und darstellende Kunst Wien og i solistklassen på Det Kgl. Danske Musikkonservatorium.